# Боровки (Московская область)
Боровки́ — деревня в Лотошинском районе Московской области России.
Относится к сельскому поселению Микулинское, до реформы 2006 года относилась к Микулинскому сельскому округу. По данным Всероссийской переписи 2010 года численность постоянного населения составила 12 человек (4 мужчин, 8 женщин). Код ОКТМО — 46 629 416 126.

## География
Расположена в северо-западной части сельского поселения, примерно в 22 км к северо-западу от районного центра — посёлка городского типа Лотошино, на правом берегу небольшой реки Боровки, впадающей в Шошу. На территории — три садовых товарищества. Соседние населённые пункты — деревни Быково, Коноплёво и Речки.
В 1—3 км к югу от деревни находится природный заказник «Болото Святище» площадью 127 гектаров, обитают глухарь, тетерев, рябчик, лось, лисица, белка, косуля, благородный олень, кабан.

## Исторические сведения
На карте Тверской губернии 1850 года А. И. Менде обозначена как Дроздова (Бердовка).
По сведениям 1859 года — деревня Храневского прихода, Микулинской волости Старицкого уезда Тверской губернии в 38 верстах от уездного города, на возвышенности, при ручье Боровка, с 18 дворами, 5 колодцами, 1 прудом и 212 жителями (101 мужчина, 111 женщин).
В «Списке населённых мест» 1862 года Дроздово (Боровки) — владельческая деревня 2-го стана Старицкого уезда, по Волоколамскому тракту в город Тверь, при речке Боровке, с 21 двором и 211 жителями (103 мужчины, 108 женщин).
В 1886 году — 34 двора и 225 жителей (115 мужчин, 110 женщин). В 1915 году насчитывалось также 34 двора.
С 1929 года — населённый пункт в составе Лотошинского района Московской области.

## Население
| 1859 | 1886 | 2002 | 2006 | 2010 |
| ---- | ---- | ---- | ---- | ---- |
| 211  | ↗225 | ↘8   | ↘6   | ↗12  |

## Известные уроженцы
- Захаров, Георгий Тимофеевич  (1901—19??) — советский военачальник, военный историк, полковник.